# Tokuko Nagai Takagi
Tokuko Nagai Takagi (高木 徳子; Misakichō, 15 de febrero de 1891-Kaho, 30 de marzo de 1919) fue una bailarina y actriz que destacó por trabajar en las primeras películas mudas del cine japonés. Es el primer rostro femenino de la nación en aparecer en una película profesionalmente, realizando cuatro cortos para la Thanhouser Company con sede en Estados Unidos entre los años 1911 y 1914. Después de regresar a Japón, fue la primera bailarina de Japón en bailar danza.

## Contexto histórico
Tokuko, nativa de Tokio e hija de un técnico subalterno que trabaja para el Ministerio de Finanzas, comenzó a trabajar como empleada doméstica en el Banco de Japón después de graduarse de la escuela primaria. Tenía 14 años cuando Japón sorprendió consiguió salir victoriosa de la guerra ruso-japonesa en 1905. América había sido neutral en este conflicto, pero los estadounidenses ayudaron a financiar la guerra, el propio Teddy Roosevelt, negoció el Tratado de Portsmouth, en Nuevo Hampshire. Japón, en cierto sentido, era un representante de los Estados Unidos. Limitar las actividades expansivas rusas fue útil para los intereses políticos estadounidenses, que se habían orientado hacia la expansión imperialista en Asia durante los años noventa. Al mismo tiempo, los sentimientos racistas y la violencia que durante mucho tiempo se habían dirigido a los chinos en la costa oeste se habían centrado en los japoneses y los estadounidenses de ascendencia japonesa. El mismo año en que los rusos se rindieron, las organizaciones sindicales de San Francisco formaron la Liga de Exclusión Asiática. Luego, en 1906, los sentimientos antijaponeses se hicieron más fuertes como resultado del terremoto y el incendio en esa ciudad. En 1907, Roosevelt firmó una ley que restringía las restricciones a la inmigración japonesa y emitió una Orden Ejecutiva que prohíbe que los japoneses lleguen a China continental a través de Hawái, México o Canadá.
Durante los años noventa, los EE. UU. Diseñaron un golpe de Estado y se anexionaron a Hawái, afianzándose en Samoa y tomando el control de Filipinas. Japón, después de derrotar a un país mucho más grande, China (en 1895), comenzó a demostrar claramente tendencias expansionistas. En la fuerza internacional de mantenimiento de la paz que sometió a los boxeadores en 1900, los japoneses fueron los más numerosos y más impresionantes. Pero después de que obtuvieron una gran victoria sobre los rusos, la euforia pronto cambió a ansiedad. Para todos los propósitos aparentes, las naciones estaban en términos amistosos, pero en 1907 ambos identificaron secretamente al otro como el enemigo hipotético sobre el cual se elaboraron los planes de defensa, y cuando Roosevelt envió a la Gran Flota Blanca en su exhibición alrededor del mundo de su gran palo, el primer país que visitaron los barcos fue Japón (donde recibieron una cálida bienvenida oficial). Para entonces, el gobierno japonés estaba utilizando agentes de inteligencia, y los informes periodísticos de espías, reales, presuntos o imaginados, comenzaron a aumentar. En 1911, Japón amenazó con boicotear la Exposición Panamá-Pacífico en San Francisco a menos que disminuyeran las actividades antijaponesas. A su debido tiempo, no solo las relaciones bilaterales siguieron deteriorándose, sino que se representaron temas antijaponeses en las artes tanto en el teatro como en el cine.

## Vida
En 1906, el japonés Chimpei Takagi, de 24 años, se casó con Tokuko, de 15 años, tras pasar un época buscando fortuna en California. A finales de año, ambos llegaron a Nueva York y se hospedaron en una pensión de Sands Street en Brooklyn. Un número de acróbatas japoneses y artistas de variedades residían allí, llamando la atención de una Tokuko anclada al trabajo doméstico. Chimpei, que había trabajado en el pabellón japonés en la Feria de San Luis, vio la oportunidad de ganar dinero administrando un jardín de té como el que había visto tener éxito en San Luis. Después de que fracasó del negocio, trató de operar una tienda de variedades en Boston, pero ese negocio también falló. En 1909, comenzó una nueva carrera realizando trucos de magia, y la pareja se vio obligada a dar una gira por Canadá y Nueva Inglaterra. Al año siguiente, ante la sugerencia de una mujer que estudiaba la danza en Nueva York, Tokuko comenzó a dar clases de baile en esa ciudad. Pronto Chimpei realizó un contrato para que ella apareciera en películas para la compañía Thanhouser, en New Rochelle, Nueva York.
P. David Bowers, quien ha documentado la historia y los logros de esta importante compañía de producción cinematográfica, afirmó que Thanhouser estaba buscando capitalizar las próximas obras audiovisuales japonesas que se esperan durante la temporada de 1912. Las únicas películas que representan a Japón y los japoneses hasta ese momento habían sido documentales o películas de Edison que mostraban eventos de la guerra ruso-japonesa utilizando maquetas. Tokuko realizó su primera película, en 1911, y formando parte de la historia del cine en Japón. Sus películas, todas para Thanhouser, son The East and West (1911), The Birth of the Lotus Blossom (1912), For the Mikado (1912) y Miss Taqu de Tokio (1912). Al parecer, no se han conservado copias ni están disponibles, pero a partir de los anuncios de revistas cinematográficas y las reseñas recopiladas por Bowers, podemos saber algo sobre la carrera de esta actriz.
Tras su incursión en el cine, Tokuko actuó en Londres y Moscú como bailarina, pero al estallar la Gran Guerra, regresó a Japón junto a Chimpei. Obtuvo gran fama como bailarina, interpretando adaptaciones como Salomé, triunfó cantando en Tipperary teniendo una carrera rocambolesca llena de proyecto que superaron la inestabilidad de su matrimonio. Su vida en los Estados Unidos a menudo era insoportable y, sin duda, sus habilidades fueron un factor importante para obtener una forma de supervivencia. De vuelta en Japón, fue un pionera en la promoción de versiones radicalmente modificadas de operetas europeas. Ella había nacido con talento y tuvo la suerte de poder desarrollarlo. Su vida con Chimpei rara vez era cómoda, y tal vez esa fue una de las razones de la enfermedad que finalmente le quitó la vida. Como la primera japonesa en actuar profesionalmente en películas, sin saberlo, hizo grandes esfuerzos para la cohesión entre las naciones.

## Largometrajes
En The East and West, un graduado universitario estadounidense visita a su compañero de escuela japonesa en Japón, con lo cual su anfitriona (Tokuko), una niña relacionada con el amigo, se enamora de él. Ella es bailarina y él se ofrece a ayudarla a conseguir trabajo en Estados Unidos, donde su padre es un gerente teatral. Con el tiempo, cumple con su promesa, pero él estaba comprometido con una chica estadounidense, un descubrimiento que le rompe el corazón a la bailarina. Finalmente vuelve a casa y cumple con su matrimonio concertado en Estados Unidos.
For the Mikado utiliza una trama más complicada. Tokuko es la esposa de un espía enviado a Rusia por el Mikado (emperador de Japón). En ella interpreta a la esposa de un noble (los japoneses imitaban a los británicos y crearon los títulos de barón, conde y marqués) que es reclutado como espía por el Mikado. Cuando su esposo se emborracha y no puede completar su misión, ella se disfraza de él y le roba los documentos secretos, pero recibe un disparo en el corazón. El trasfondo de esta película es la política del poder. 
The Birth of the Lotus Blossom es una pieza de época, hace referencia a un samurai y a la guerra y el Dios de la guerra. Japón había propagado vigorosamente los conceptos asociados con el bushidō desde el momento de la guerra contra los rusos, y el mundo occidental había llegado a asociar a Japón con este concepto. Así también perpetró una imagen militarista y amante de la guerra de Japón.
En muchas de estas películas, Sessue Hayakawa fue elegido como villano, a menudo asiático y especialmente japonés. Como profesional, Hayakawa tomó los papeles que eran mejores para él, y ciertamente no tenía una antipatía hacia Japón o Estados Unidos. Pero el hecho de que sus películas funcionaron en contra de los esfuerzos de Japón y de los japoneses por obtener justicia social en los Estados Unidos en un momento dado, lo llevó a publicar una disculpa en un periódico japonés publicado en Los Ángeles.